# Hide Your Heart (Kiss)
Hide Your Heart è una canzone del gruppo hard rock statunitense Kiss, pubblicata per la prima volta il 17 ottobre 1989 all'interno dell'album Hot in the Shade.

## Il brano
Questo brano è una cover di "Hide Your Heart“ di Bonnie Tyler.

## Tracce
- Lato A: Hide Your Heart
- Lato B: Betrayed

## Formazione
- Gene Simmons - basso, cori
- Paul Stanley - chitarra ritmica, voce solista e cori
- Bruce Kulick - chitarra solista e aggiuntiva
- Eric Carr - batteria, percussioni e cori
- Phil Ashley - tastiere, cori